# 里奧·拉斐羅夫
里奧·拉斐羅夫（1986年4月26日—）是以色列的一位足球運動員，在場上的位置是攻擊中場和翼鋒。他現在效力於比利時足球甲級聯賽球隊皇家安特卫普足球俱乐部。他的足球生涯開始於以色列足球超級聯賽球隊海法馬卡比。他也代表以色列國家足球隊參賽。

## 外部連結
- 里奧·拉斐羅夫在 National-Football-Teams.com 上的出场纪录